# Cologne (New Jersey)
Cologne statisztikai település az USA New Jersey államában, Atlantic megyében. Lakosainak száma 1461 fő (2020. április 1.).
A település postával is rendelkezik, irányítószáma: 08213.

## Népesség
A település népességének változása:

| 2020 | 1 461 |